# Bulletin de la Grande Armée

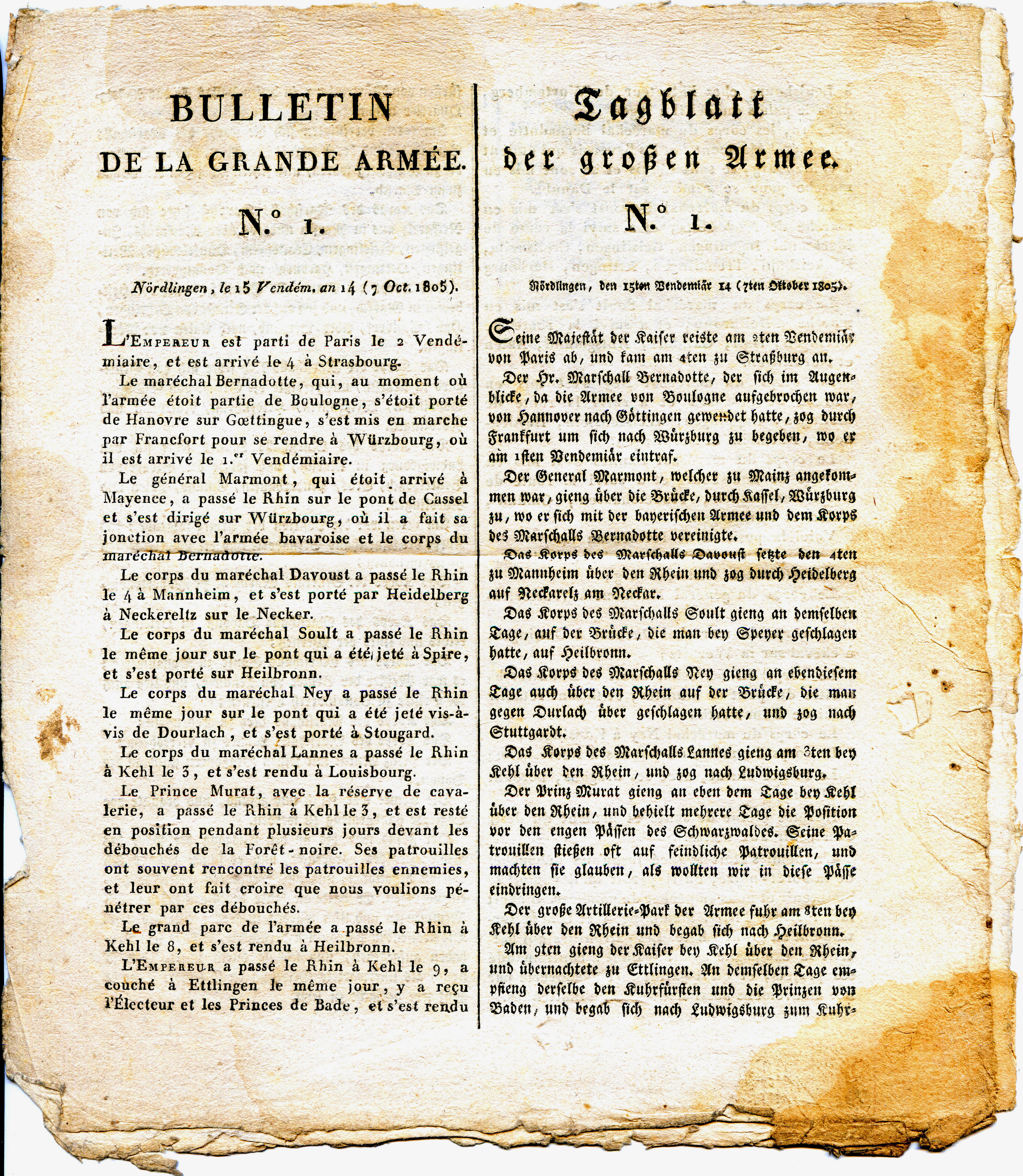
1er Bulletin de la Grande Armée en 1805, en français et en allemand.

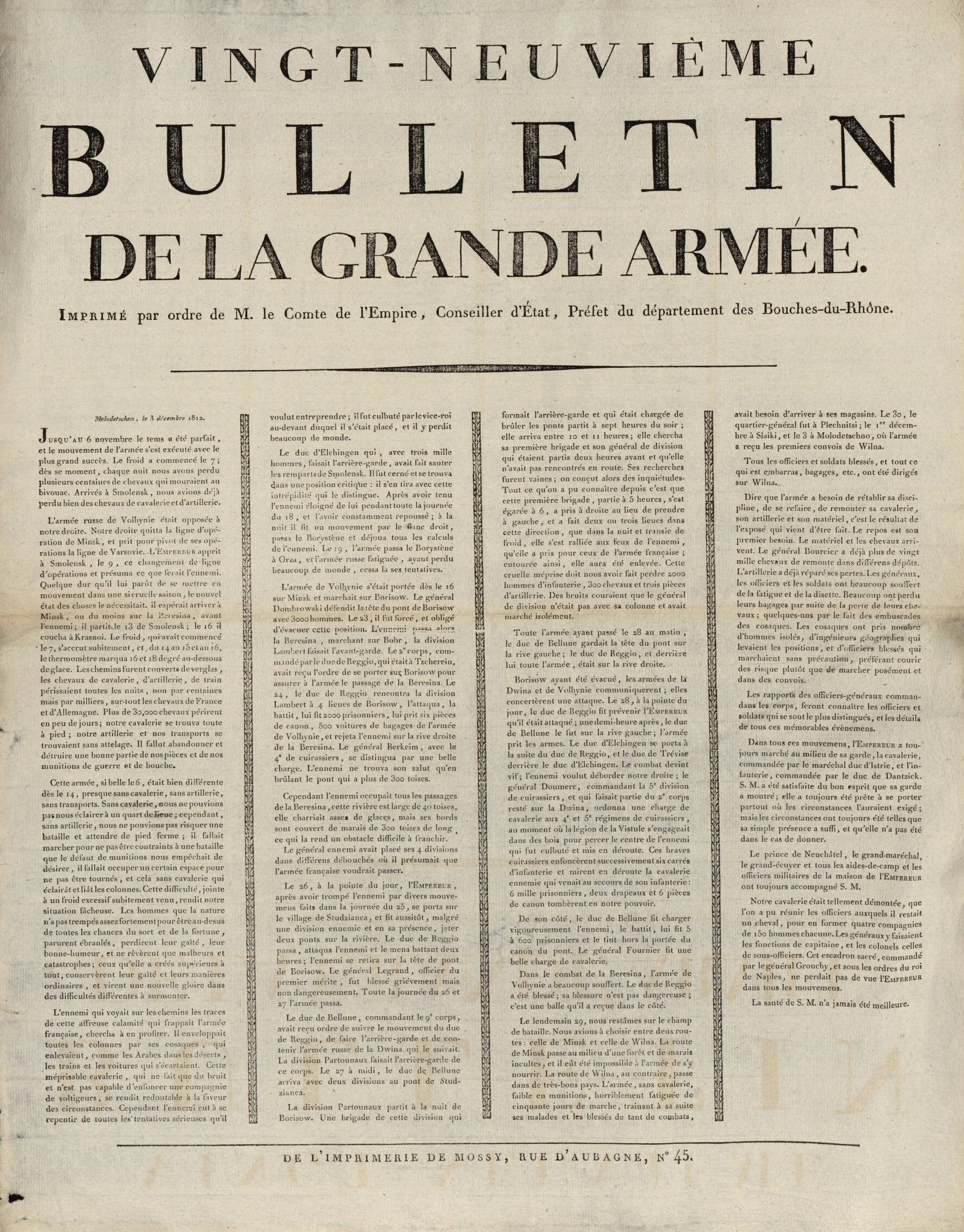
de la Grande Armée en 1812.

Le Bulletin de la Grande Armée est un périodique paru sous le Premier Empire, relatant l'activité de la Grande Armée de Napoléon Ier.

## Publication
Il était publié en tant que rubrique de l'organe officiel du régime, Le Moniteur universel, appelé aussi Le Moniteur. Des tirés à part étaient également envoyés aux autorités locales et étaient apposés sur les murs des bâtiments publics.
Quatre séries ayant chacune leur numérotation sont sorties de presse, chacune correspondant à une campagne de Napoléon :
- 1805 : 1re campagne d'Allemagne (40 numéros)
- 1806–1807 : campagne de Prusse et de Pologne (87 numéros)
- 1809 : campagne d'Allemagne et d'Autriche (30 numéros)
- 1812 : campagne de Russie (29 numéros)

À ceux-ci, on peut aussi assimiler les rapports officiels qui remplacent formellement les Bulletins de la Grande Armée :
- 1813 : campagne d'Allemagne
- 1814 : campagne de France

## Contenu
Ces Bulletins décrivent presque exclusivement l'activité militaire et les plans de la Grande Armée et de ses opposants – actuels ou potentiels. Ici et là on trouve des commentaires élogieux sur des soldats, des officiers et les unités pour telle ou telle action.
Ils s'adressent non seulement aux militaires de la Grande Armée, à qui elle permet de mieux appréhender la globalité de l'action à laquelle ils participent, mais aussi au public et aux cours étrangères. C'est à ce titre un prodigieux outil de propagande de Napoléon, ce qui a fait naître parmi les grognards l'expression « menteur comme un Bulletin » ou « mentir comme un Bulletin ».

## Postérité

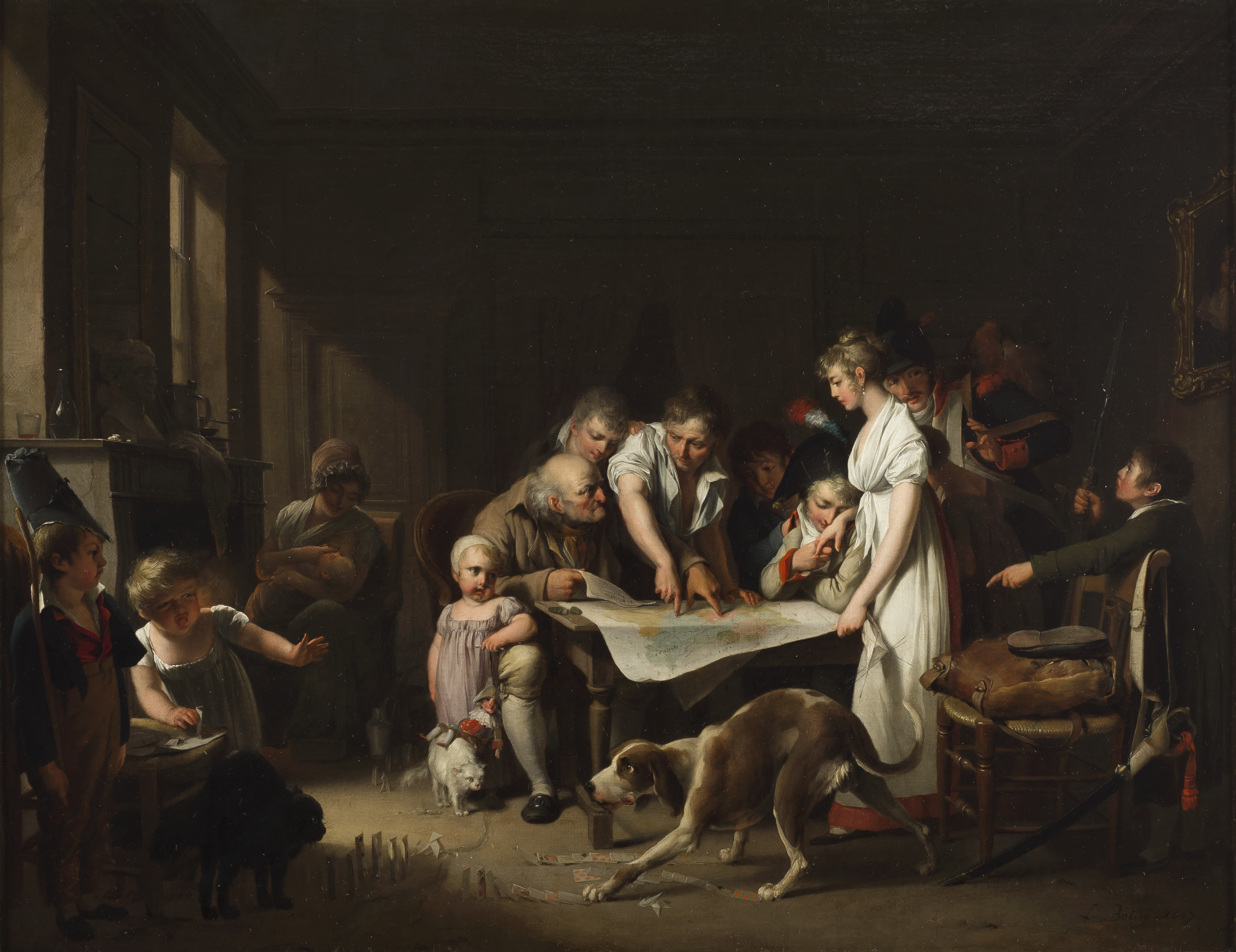
Louis-Léopold Boilly, La Lecture du Bulletin de la Grande Armée.

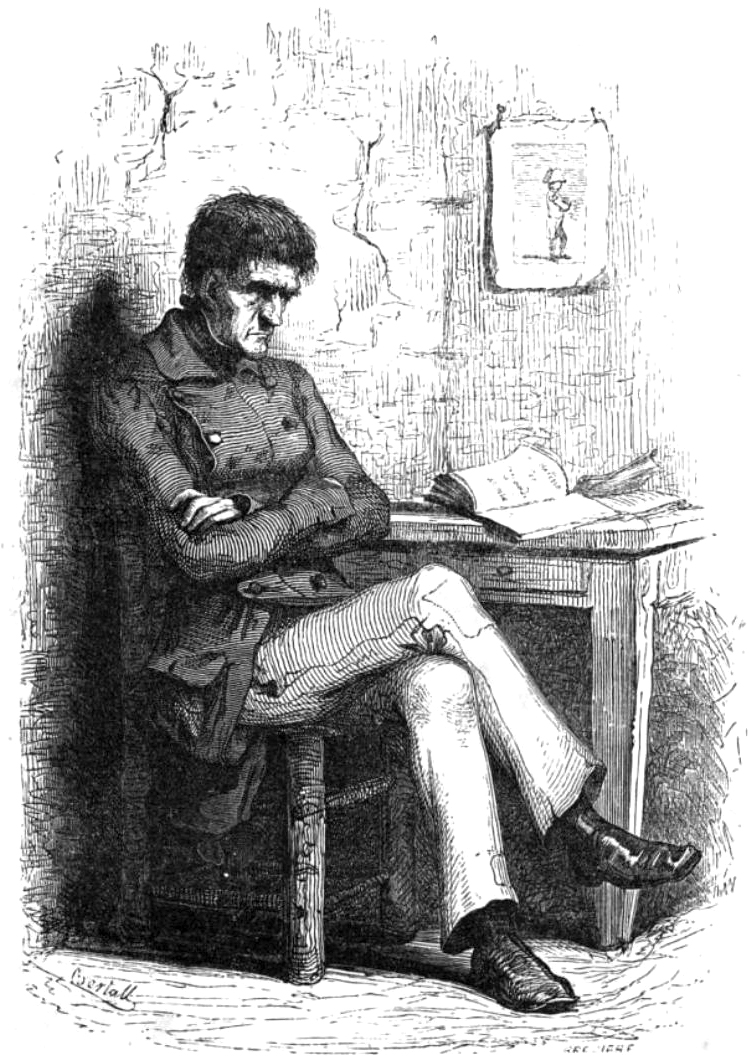
Illustration du passage sur les bulletins dans Le Colonel Chabert.

Louis-Léopold Boilly a peint en 1807 le tableau La Lecture du Bulletin de la Grande Armée, actuellement conservé au musée d'Art de Saint-Louis.
Julien Sorel, le héros du Rouge et du Noir écrit par Stendhal en 1830, lit fanatiquement ces bulletins, au même titre que Le Mémorial de Sainte-Hélène (mémoires de Napoléon) et Les Confessions de Rousseau.
Hyacinthe Chabert, personnage éponyme du Colonel Chabert d'Honoré de Balzac en 1832, semble également lire les bulletins, comme en témoigne cette description de la visite de Derville au colonel :

« Sur la table vermoulue, les Bulletins de la Grande-Armée réimprimés par Plancher étaient ouverts, et paraissaient être la lecture du colonel [...] »

Ce passage donne lieu en 1844 à une illustration, dessinée par Bertall et gravée par Brévière,.
Victor Hugo, en 1862 dans Misérables, fait également du personnage de  Marius un lecteur des bulletins :

« Il lisait les bulletins de la grande armée, ces strophes héroïques écrites sur le champ de bataille ; il y voyait par intervalles le nom de son père, toujours le nom de l'empereur ; tout le grand empire lui apparaissait ; il sentait comme une marée qui se gonflait en lui et qui montait ; il lui semblait par moments que son père passait près de lui comme un souffle, et lui parlait à l'oreille ; il devenait peu à peu étrange ; il croyait entendre les tambours, le canon, les trompettes, le pas mesuré des bataillons, le galop sourd et lointain des cavaleries ; de temps en temps ses yeux se levaient vers le ciel et regardaient luire dans les profondeurs sans fond les constellations colossales, puis ils retombaient sur le livre et ils y voyaient d'autres choses colossales remuer confusément. Il avait le cœur serré. Il était transporté, tremblant, haletant ; tout à coup, sans savoir lui-même ce qui était en lui et à quoi il obéissait, il se dressa, étendit ses deux bras hors de la fenêtre, regarda fixement l'ombre, le silence, l'infini ténébreux, l'immensité éternelle, et cria : Vive l'empereur ! »

Alfred de Vigny, né en 1797 et élève à partir de 1811 au lycée Bonaparte (actuel lycée Condorcet), relate en 1835 dans Servitude et grandeur militaires :

« J'appartiens à cette génération née avec le siècle, qui, nourrie de bulletins par l'Empereur, avait toujours devant les yeux une épée nue, et vint la prendre au moment même où la France la remettait dans le fourreau des Bourbons.
[...]
Les maîtres mêmes ne cessaient de nous lire les bulletins de la Grande Armée, et nos cris de Vive l'Empereur ! interrompaient Tacite et Platon. Nos précepteurs ressemblaient à des hérauts d'armes, nos salles d'études à des casernes, nos récréations à des manœuvres, et nos examens à des revues. »

## Liste
| Campagne                    | No     | Lieu de rédaction          | Date de rédaction | Date de parution au Moniteur | Réf.      |
| --------------------------- | ------ | -------------------------- | ----------------- | ---------------------------- | --------- |
| 1805 Allemagne              | 1      | Nördlingen                 | 7 octobre 1805    | 13 octobre 1805              | [ A 1 ]   |
| 1805 Allemagne              | 2      | Donauworth                 | 8 octobre 1805    | 14 octobre 1805              | [ A 2 ]   |
| 1805 Allemagne              | 3      | Zusmarshausen              | 10 octobre 1805   | 16 octobre 1805              | [ A 3 ]   |
| 1805 Allemagne              | 4      | Augsbourg                  | 11 octobre 1805   | 17 octobre 1805              | [ A 4 ]   |
| 1805 Allemagne              | 5      | Augsbourg                  | 12 octobre 1805   | 18 octobre 1805              | [ A 5 ]   |
| 1805 Allemagne              | 5 bis  | Elchingen                  | 15 octobre 1805   | 25 octobre 1805              | [ A 6 ]   |
| 1805 Allemagne              | 6      | Elchingen                  | 18 octobre 1805   | 25 octobre 1805              | [ A 7 ]   |
| 1805 Allemagne              | 7      | Elchingen                  | 19 octobre 1805   | 25 octobre 1805              | [ A 8 ]   |
| 1805 Allemagne              | 8      | Elchingen                  | 20 octobre 1805   | 26 octobre 1805              | [ A 9 ]   |
| 1805 Allemagne              | 9      | Elchingen                  | 21 octobre 1805   | 26 octobre 1805              | [ A 10 ]  |
| 1805 Allemagne              | 10     | Augsbourg                  | 22 octobre 1805   | 28 octobre 1805              | [ A 11 ]  |
| 1805 Allemagne              | 11     | Munich                     | 26 octobre 1805   | 1er novembre 1805            | [ A 12 ]  |
| 1805 Allemagne              | 12     | Munich                     | 27 octobre 1805   | 2 novembre 1805              | [ A 13 ]  |
| 1805 Allemagne              | 13     | Haag am Hausruck           | 28 octobre 1805   | 4 novembre 1805              | [ A 14 ]  |
| 1805 Allemagne              | 14     | Braunau am Inn             | 30 octobre 1805   | 8 novembre 1805              | [ A 15 ]  |
| 1805 Allemagne              | 15     | Braunau am Inn             | 31 octobre 1805   | 8 novembre 1805              | [ A 16 ]  |
| 1805 Allemagne              | 16     | Ried im Innkreis           | 2 novembre 1805   | 11 novembre 1805             | [ A 17 ]  |
| 1805 Allemagne              | 17     | Lambach                    | 3 novembre 1805   | 11 novembre 1805             | [ A 18 ]  |
| 1805 Allemagne              | 18     | Lintz                      | 5 novembre 1805   | 15 novembre 1805             | [ A 19 ]  |
| 1805 Allemagne              | 19     | Lintz                      | 6 novembre 1805   | 14 novembre 1805             | [ A 20 ]  |
| 1805 Allemagne              | 20     | Lintz                      | 7 novembre 1805   | 17 novembre 1805             | [ A 21 ]  |
| 1805 Allemagne              | 21     | Melk                       | 10 novembre 1805  | 19 novembre 1805             | [ A 22 ]  |
| 1805 Allemagne              | 22     | Sankt Pölten               | 13 novembre 1805  | 26 novembre 1805             | [ A 23 ]  |
| 1805 Allemagne              | 23     | Château de Schönbrunn      | 14 novembre 1805  | 26 novembre 1805             | [ A 24 ]  |
| 1805 Allemagne              | 24     | Château de Schönbrunn      | 15 novembre 1805  | 26 novembre 1805             | [ A 25 ]  |
| 1805 Allemagne              | 25     | Château de Schönbrunn      | 16 novembre 1805  | 26 novembre 1805             | [ A 26 ]  |
| 1805 Allemagne              | 26     | Znaïm                      | 18 novembre 1805  | 28 novembre 1805             | [ A 27 ]  |
| 1805 Allemagne              | 27     | Porlitz                    | 19 novembre 1805  | 30 novembre 1805             | [ A 28 ]  |
| 1805 Allemagne              | 28     | Brünn                      | 21 novembre 1805  | 1er décembre 1805            | [ A 29 ]  |
| 1805 Allemagne              | 29     | Brünn                      | 23 novembre 1805  | 3 décembre 1805              | [ A 30 ]  |
| 1805 Allemagne              | 30     | Austerlitz                 | 3 décembre 1805   | 16 décembre 1805             | [ A 31 ]  |
| 1805 Allemagne              | 30 bis | Austerlitz                 | 4 décembre 1805   | 17 décembre 1805             | [ A 32 ]  |
| 1805 Allemagne              | 31     | Austerlitz                 | 5 décembre 1805   | 17 décembre 1805             | [ A 33 ]  |
| 1805 Allemagne              | 32     | Austerlitz                 | 6 décembre 1805   | 17 décembre 1805             | [ A 34 ]  |
| 1805 Allemagne              | 33     | Austerlitz                 | 7 décembre 1805   | 20 décembre 1805             | [ A 35 ]  |
| 1805 Allemagne              | 34     | Brünn                      | 10 décembre 1805  | 23 décembre 1805             | [ A 36 ]  |
| 1805 Allemagne              | 35     | Brünn                      | 11 décembre 1805  | 23 décembre 1805             | [ A 37 ]  |
| 1805 Allemagne              | 36     | Château de Schönbrunn      | 14 décembre 1805  | 25 décembre 1805             | [ A 38 ]  |
| 1805 Allemagne              | 37     | Château de Schönbrunn      | 26 décembre 1805  | 5 janvier 1806               | [ A 39 ]  |
| 1805 Allemagne              | 38     | Munich                     | 6 janvier 1806    |                              |           |
| 1806–1807 Prusse et Pologne | 1      | Bamberg                    | 8 octobre 1806    | 20 octobre 1806              | [ A 40 ]  |
| 1806–1807 Prusse et Pologne | 2      | Auma                       | 12 octobre 1806   | 20 octobre 1806              | [ A 41 ]  |
| 1806–1807 Prusse et Pologne | 3      | Géra                       | 13 octobre 1806   | 21 octobre 1806              | [ A 42 ]  |
| 1806–1807 Prusse et Pologne | 4      | Géra                       | 13 octobre 1806   | 21 octobre 1806              | [ A 43 ]  |
| 1806–1807 Prusse et Pologne | 5      | Iéna                       | 15 octobre 1806   | 26 octobre 1806              | [ A 44 ]  |
| 1806–1807 Prusse et Pologne | 6      | Weimar                     | 15 octobre 1806   | 27 octobre 1806              | [ A 45 ]  |
| 1806–1807 Prusse et Pologne | 7      | Weimar                     | 16 octobre 1806   | 27 octobre 1806              | [ A 46 ]  |
| 1806–1807 Prusse et Pologne | 8      | Weimar                     | 16 octobre 1806   | 27 octobre 1806              | [ A 47 ]  |
| 1806–1807 Prusse et Pologne | 9      | Weimar                     | 17 octobre 1806   | 27 octobre 1806              | [ A 48 ]  |
| 1806–1807 Prusse et Pologne | 10     | Naumbourg                  | 18 octobre 1806   | 27 octobre 1806              | [ A 49 ]  |
| 1806–1807 Prusse et Pologne | 11     | Mersebourg                 | 19 octobre 1806   | 27 octobre 1806              | [ A 50 ]  |
| 1806–1807 Prusse et Pologne | 12     | Halle-sur-Saale            | 19 octobre 1806   | 27 octobre 1806              | [ A 51 ]  |
| 1806–1807 Prusse et Pologne | 13     | Halle-sur-Saale            | 20 octobre 1806   | 27 octobre 1806              | [ A 52 ]  |
| 1806–1807 Prusse et Pologne | 14     | Dessau                     | 22 octobre 1806   | 29 octobre 1806              | [ A 53 ]  |
| 1806–1807 Prusse et Pologne | 15     | Wittemberg                 | 23 octobre 1806   | 30 octobre 1806              | [ A 54 ]  |
| 1806–1807 Prusse et Pologne | 16     |                            |                   | 30 octobre 1806              | [ A 55 ]  |
| 1806–1807 Prusse et Pologne | 17     | Potsdam                    | 25 octobre 1806   | 2 novembre 1806              | [ A 56 ]  |
| 1806–1807 Prusse et Pologne | 18     | Potsdam                    | 26 octobre 1806   | 3 novembre 1806              | [ A 57 ]  |
| 1806–1807 Prusse et Pologne | 19     | Charlottenbourg            | 27 octobre 1806   | 4 novembre 1806              | [ A 58 ]  |
| 1806–1807 Prusse et Pologne | 20     | Charlottenbourg            | 27 octobre 1806   | 4 novembre 1806              | [ A 59 ]  |
| 1806–1807 Prusse et Pologne | 21     | Berlin                     | 28 octobre 1806   | 6 novembre 1806              | [ A 60 ]  |
| 1806–1807 Prusse et Pologne | 22     | Berlin                     | 29 octobre 1806   | 7 novembre 1806              | [ A 61 ]  |
| 1806–1807 Prusse et Pologne | 23     | Berlin                     | 30 octobre 1806   | 8 novembre 1806              | [ A 62 ]  |
| 1806–1807 Prusse et Pologne | 24     | Berlin                     | 31 octobre 1806   | 8 novembre 1806              | [ A 63 ]  |
| 1806–1807 Prusse et Pologne | 25     | Berlin                     | 2 novembre 1806   | 10 novembre 1806             | [ A 64 ]  |
| 1806–1807 Prusse et Pologne | 26     | Berlin                     | 3 novembre 1806   | 11 novembre 1806             | [ A 65 ]  |
| 1806–1807 Prusse et Pologne | 27     | Berlin                     | 6 novembre 1806   | 14 novembre 1806             | [ A 66 ]  |
| 1806–1807 Prusse et Pologne | 28     | Berlin                     | 7 novembre 1806   | 18 novembre 1806             | [ A 67 ]  |
| 1806–1807 Prusse et Pologne | 29     | Berlin                     | 9 novembre 1806   | 18 novembre 1806             | [ A 68 ]  |
| 1806–1807 Prusse et Pologne | 30     | Berlin                     | 10 novembre 1806  | 19 novembre 1806             | [ A 69 ]  |
| 1806–1807 Prusse et Pologne | 31     | Berlin                     | 12 novembre 1806  | 20 novembre 1806             | [ A 70 ]  |
| 1806–1807 Prusse et Pologne | 32     | Berlin                     | 16 novembre 1806  | 25 novembre 1806             | [ A 71 ]  |
| 1806–1807 Prusse et Pologne | 33     | Berlin                     | 17 novembre 1806  | 25 novembre 1806             | [ A 72 ]  |
| 1806–1807 Prusse et Pologne | 34     | Berlin                     | 23 novembre 1806  | 1er décembre 1806            | [ A 73 ]  |
| 1806–1807 Prusse et Pologne | 35     | Posen                      | 28 novembre 1806  | 15 décembre 1806             | [ A 74 ]  |
| 1806–1807 Prusse et Pologne | 36     | Posen                      | 1er décembre 1806 | 12 décembre 1806             | [ A 75 ]  |
| 1806–1807 Prusse et Pologne | 37     | Posen                      | 2 décembre 1806   | 14 décembre 1806             | [ A 76 ]  |
| 1806–1807 Prusse et Pologne | 38     | Posen                      | 5 décembre 1806   | 15 décembre 1806             | [ A 77 ]  |
| 1806–1807 Prusse et Pologne | 39     | Posen                      | 7 décembre 1806   | 19 décembre 1806             | [ A 78 ]  |
| 1806–1807 Prusse et Pologne | 40     | Posen                      | 9 décembre 1806   | 21 décembre 1806             | [ A 79 ]  |
| 1806–1807 Prusse et Pologne | 41     | Posen                      | 14 décembre 1806  | 25 décembre 1806             | [ A 80 ]  |
| 1806–1807 Prusse et Pologne | 42     | Posen                      | 15 décembre 1806  | 26 décembre 1806             | [ A 81 ]  |
| 1806–1807 Prusse et Pologne | 43     | Kutno                      | 17 décembre 1806  | 30 décembre 1806             | [ A 82 ]  |
| 1806–1807 Prusse et Pologne | 44     | Varsovie                   | 21 décembre 1806  | 3 janvier 1807               | [ A 83 ]  |
| 1806–1807 Prusse et Pologne | 45     | Pałuki                     | 27 décembre 1806  | 14 janvier 1807              | [ A 84 ]  |
| 1806–1807 Prusse et Pologne | 46     | Golymin (en)               | 28 décembre 1806  | 14 janvier 1807              | [ A 85 ]  |
| 1806–1807 Prusse et Pologne | 47     | Pultusk                    | 30 décembre 1806  | 16 janvier 1807              | [ A 86 ]  |
| 1806–1807 Prusse et Pologne | 48     | Varsovie                   | 3 janvier 1807    | 18 janvier 1807              | [ A 87 ]  |
| 1806–1807 Prusse et Pologne | 49     | Varsovie                   | 8 janvier 1807    | 24 janvier 1807              | [ A 88 ]  |
| 1806–1807 Prusse et Pologne | 50     | Varsovie                   | 13 janvier 1807   | 26 janvier 1807              | [ A 89 ]  |
| 1806–1807 Prusse et Pologne | 51     | Varsovie                   | 14 janvier 1807   | 26 janvier 1807              | [ A 90 ]  |
| 1806–1807 Prusse et Pologne | 52     | Varsovie                   | 19 janvier 1807   | 31 janvier 1807              | [ A 91 ]  |
| 1806–1807 Prusse et Pologne | 53     | Varsovie                   | 22 janvier 1807   | 3 février 1807               | [ A 92 ]  |
| 1806–1807 Prusse et Pologne | 54     | Varsovie                   | 27 janvier 1807   | 9 février 1807               | [ A 93 ]  |
| 1806–1807 Prusse et Pologne | 55     | Varsovie                   | 29 janvier 1807   | 11 février 1807              | [ A 94 ]  |
| 1806–1807 Prusse et Pologne | 56     | Arensdorf                  | 5 février 1807    | 24 février 1807              | [ A 95 ]  |
| 1806–1807 Prusse et Pologne | 57     | Preußisch Eylau            | 7 février 1807    | 24 février 1807              | [ A 96 ]  |
| 1806–1807 Prusse et Pologne | 58     | Preußisch Eylau            | 9 février 1807    | 24 février 1807              | [ A 97 ]  |
| 1806–1807 Prusse et Pologne | 59     | Preußisch Eylau            | 14 février 1807   | 5 mars 1807                  | [ A 98 ]  |
| 1806–1807 Prusse et Pologne | 60     | Preußisch Eylau            | 17 février 1807   | 4 mars 1807                  | [ A 99 ]  |
| 1806–1807 Prusse et Pologne | 61     | Landsberg                  | 18 février 1807   | 4 mars 1807                  | [ A 100 ] |
| 1806–1807 Prusse et Pologne | 62     | Liebstadt                  | 21 février 1807   | 7 mars 1807                  | [ A 101 ] |
| 1806–1807 Prusse et Pologne | 63     | Osterode                   | 28 février 1807   | 13 mars 1807                 | [ A 102 ] |
| 1806–1807 Prusse et Pologne | 64     | Osterode                   | 2 mars 1807       | 15 mars 1807                 | [ A 103 ] |
| 1806–1807 Prusse et Pologne | 65     | Osterode                   | 10 mars 1807      | 25 mars 1807                 | [ A 104 ] |
| 1806–1807 Prusse et Pologne | 66     | Osterode                   | 14 mars 1807      | 27 mars 1807                 | [ A 105 ] |
| 1806–1807 Prusse et Pologne | 67     | Osterode                   | 25 mars 1807      | 5 avril 1807                 | [ A 106 ] |
| 1806–1807 Prusse et Pologne | 68     | Osterode                   | 29 mars 1807      | 10 avril 1807                | [ A 107 ] |
| 1806–1807 Prusse et Pologne | 69     | Finckenstein               | 4 avril 1807      | 15 avril 1807                | [ A 108 ] |
| 1806–1807 Prusse et Pologne | 70     | Finckenstein               | 9 avril 1807      | 20 avril 1807                | [ A 109 ] |
| 1806–1807 Prusse et Pologne | 71     | Finckenstein               | 19 avril 1807     | 30 avril 1807                | [ A 110 ] |
| 1806–1807 Prusse et Pologne | 72     | Finckenstein               | 23 avril 1807     | 5 mai 1807                   | [ A 111 ] |
| 1806–1807 Prusse et Pologne | 73     | Elbing                     | 8 mai 1807        | 20 mai 1807                  | [ A 112 ] |
| 1806–1807 Prusse et Pologne | 74     | Finckenstein               | 16 mai 1807       | 26 mai 1807                  | [ A 113 ] |
| 1806–1807 Prusse et Pologne | 75     | Finckenstein               | 18 mai 1807       | 29 mai 1807                  | [ A 114 ] |
| 1806–1807 Prusse et Pologne | 76     | Finckenstein               | 20 mai 1807       | 30 mai 1807                  | [ A 115 ] |
| 1806–1807 Prusse et Pologne | 77     | Finckenstein               | 29 mai 1807       | 8 juin 1807                  | [ A 116 ] |
| 1806–1807 Prusse et Pologne | 78     | Heilsberg                  | 12 juin 1807      | 24 juin 1807                 | [ A 117 ] |
| 1806–1807 Prusse et Pologne | 79     | Wehlau                     | 18 juin 1807      | 30 juin 1807                 | [ A 118 ] |
| 1806–1807 Prusse et Pologne | 80     | Tilsitt                    | 19 juin 1807      | 1er juillet 1807             | [ A 119 ] |
| 1806–1807 Prusse et Pologne | 81     | Tilsitt                    | 21 juin 1807      | 5 juillet 1807               | [ A 120 ] |
| 1806–1807 Prusse et Pologne | 82     | Tilsitt                    | 22 juin 1807      | 5 juillet 1807               | [ A 121 ] |
| 1806–1807 Prusse et Pologne | 83     | Tilsitt                    | 23 juin 1807      | 5 juillet 1807               | [ A 122 ] |
| 1806–1807 Prusse et Pologne | 84     | Tilsitt                    | 24 juin 1807      | 6 juillet 1807               | [ A 123 ] |
| 1806–1807 Prusse et Pologne | 85     | Tilsitt                    | 24 juin 1807      | 8 juillet 1807               | [ A 124 ] |
| 1806–1807 Prusse et Pologne | 86     | Tilsitt                    | 25 juin 1807      | 8 juillet 1807               | [ A 125 ] |
| 1806–1807 Prusse et Pologne | 87     | Kœnigsberg                 | 12 juillet 1807   | 24 juillet 1807              | [ A 126 ] |
| 1809 Allemagne et Autriche  | 1      | Ratisbonne                 | 24 avril 1809     | 3 mai 1809                   | [ A 127 ] |
| 1809 Allemagne et Autriche  | 2      | Mühldorf am Inn            | 27 avril 1809     | 3 mai 1809                   | [ A 128 ] |
| 1809 Allemagne et Autriche  | 3      | Burghausen                 | 30 avril 1809     | 6 mai 1809                   | [ A 129 ] |
| 1809 Allemagne et Autriche  | 4      | Braunau am Inn             | 1er mai 1809      | 9 mai 1809                   | [ A 130 ] |
| 1809 Allemagne et Autriche  | 5      | Enns                       | 4 mai 1809        | 13 mai 1809                  | [ A 131 ] |
| 1809 Allemagne et Autriche  | 6      | Sankt Pölten               | 9 mai 1809        | 16 mai 1809                  | [ A 132 ] |
| 1809 Allemagne et Autriche  | 7      | Vienne                     | 13 mai 1809       | 21 mai 1809                  | [ A 133 ] |
| 1809 Allemagne et Autriche  | 8      | Vienne                     | 16 mai 1809       | 23 mai 1809                  | [ A 134 ] |
| 1809 Allemagne et Autriche  | 9      | Vienne                     | 19 mai 1809       | 27 mai 1909                  | [ A 135 ] |
| 1809 Allemagne et Autriche  | 10     | Ebersdorf                  | 23 mai 1809       | 31 mai 1809                  | [ A 136 ] |
| 1809 Allemagne et Autriche  | 11     | Ebersdorf                  | 24 mai 1809       | 31 mai 1809                  | [ A 137 ] |
| 1809 Allemagne et Autriche  | 12     | Ebersdorf                  | 26 mai 1809       | 2 juin 1809                  | [ A 138 ] |
| 1809 Allemagne et Autriche  | 13     | Ebersdorf                  | 28 mai 1809       | 4 juin 1809                  | [ A 139 ] |
| 1809 Allemagne et Autriche  | 14     | Ebersdorf                  | 1er juin 1809     | 8 juin 1809                  | [ A 140 ] |
| 1809 Allemagne et Autriche  | 15     | Ebersdorf                  | 2 juin 1809       | 9 juin 1809                  | [ A 141 ] |
| 1809 Allemagne et Autriche  | 16     | Ebersdorf                  | 4 juin 1809       | 11 juin 1809                 | [ A 142 ] |
| 1809 Allemagne et Autriche  | 17     | Vienne                     | 8 juin 1809       | 15 juin 1809                 | [ A 143 ] |
| 1809 Allemagne et Autriche  | 18     | Vienne                     | 13 juin 1809      | 20 juin 1809                 | [ A 144 ] |
| 1809 Allemagne et Autriche  | 19     | Vienne                     | 16 juin 1809      | 23 juin 1809                 | [ A 145 ] |
| 1809 Allemagne et Autriche  | 20     | Vienne                     | 20 juin 1809      | 27 juin 1809                 | [ A 146 ] |
| 1809 Allemagne et Autriche  | 21     | Vienne                     | 22 juin 1809      | 30 juin 1809                 | [ A 147 ] |
| 1809 Allemagne et Autriche  | 22     | Vienne                     | 24 juin 1809      | 1er juillet 1809             | [ A 148 ] |
| 1809 Allemagne et Autriche  | 23     | Vienne                     | 28 juin 1809      | 5 juillet 1809               | [ A 149 ] |
| 1809 Allemagne et Autriche  | 24     | Vienne                     | 3 juillet 1809    | 10 juillet 1809              | [ A 150 ] |
| 1809 Allemagne et Autriche  | 25     | Wolkersdorf im Weinviertel | 8 juillet 1809    | 15 juillet 1809              | [ A 151 ] |
| 1809 Allemagne et Autriche  | 26     | Wolkersdorf im Weinviertel | 9 juillet 1809    | 16 juillet 1809              | [ A 152 ] |
| 1809 Allemagne et Autriche  | 27     | Znaïm                      | 12 juillet 1809   | 20 juillet 1809              | [ A 153 ] |
| 1809 Allemagne et Autriche  | 28     | Vienne                     | 14 juillet 1809   | 21 juillet 1809              | [ A 154 ] |
| 1809 Allemagne et Autriche  | 29     | Vienne                     | 22 juillet 1809   | 29 juillet 1809              | [ A 155 ] |
| 1809 Allemagne et Autriche  | 30     | Vienne                     | 30 juillet 1809   | 6 août 1809                  | [ A 156 ] |
| 1812 Russie                 | 1      | Gumbinem                   | 20 juin 1812      | 8 juillet 1812               | [ A 157 ] |
| 1812 Russie                 | 2      | Wilkowisky                 | 22 juin 1812      | 9 juillet 1812               | [ A 158 ] |
| 1812 Russie                 | 3      | Kowno                      | 26 juin 1812      | 10 juillet 1812              | [ A 159 ] |
| 1812 Russie                 | 4      | Wilna                      | 30 juin 1812      | 14 juillet 1812              | [ A 160 ] |
| 1812 Russie                 | 5      | Wilna                      | 6 juillet 1812    | 18 juillet 1812              | [ A 161 ] |
| 1812 Russie                 | 6      | Wilna                      | 11 juillet 1812   | 23 juillet 1812              | [ A 162 ] |
| 1812 Russie                 | 7      | Wilna                      | 16 juillet 1812   | 28 juillet 1812              | [ A 163 ] |
| 1812 Russie                 | 8      | Gloubokoé                  | 22 juillet 1812   | 4 août 1812                  | [ A 164 ] |
| 1812 Russie                 | 9      | Bechenkoviski              | 25 juillet 1812   | 7 août 1812                  | [ A 165 ] |
| 1812 Russie                 | 10     | Witepsk                    | 31 juillet 1812   | 15 août 1812                 | [ A 166 ] |
| 1812 Russie                 | 11     | Witepsk                    | 4 août 1812       | 18 août 1812                 | [ A 167 ] |
| 1812 Russie                 | 12     | Witepsk                    | 7 août 1812       | 21 août 1812                 | [ A 168 ] |
| 1812 Russie                 | 13     | Smolensk                   | 21 août 1812      | 4 septembre 1812             | [ A 169 ] |
| 1812 Russie                 | 14     | Smolensk                   | 23 août 1812      | 5 septembre 1812             | [ A 170 ] |
| 1812 Russie                 | 15     | Slawkovo (ru)              | 27 août 1812      | 11 septembre 1812            | [ A 171 ] |
| 1812 Russie                 | 16     | Viazma                     | 31 août 1812      | 15 septembre 1812            | [ A 172 ] |
| 1812 Russie                 | 17     | Ghjat                      | 3 septembre 1812  | 18 septembre 1812            | [ A 173 ] |
| 1812 Russie                 | 18     | Mojaïsk                    | 10 septembre 1812 | 27 septembre 1812            | [ A 174 ] |
| 1812 Russie                 | 19     | Moscou                     | 16 septembre 1812 | 3 octobre 1812               | [ A 175 ] |
| 1812 Russie                 | 20     | Moscou                     | 17 septembre 1812 | 4 octobre 1812               | [ A 176 ] |
| 1812 Russie                 | 21     | Moscou                     | 20 septembre 1812 | 7 octobre 1812               | [ A 177 ] |
| 1812 Russie                 | 22     | Moscou                     | 27 septembre 1812 | 14 octobre 1812              | [ A 178 ] |
| 1812 Russie                 | 23     | Moscou                     | 9 octobre 1812    | 28 octobre 1812              | [ A 179 ] |
| 1812 Russie                 | 24     | Moscou                     | 14 octobre 1812   | 1er novembre 1812            | [ A 180 ] |
| 1812 Russie                 | 25     | Noilskoë                   | 20 octobre 1812   | 9 novembre 1812              | [ A 181 ] |
| 1812 Russie                 | 26     | Borowsk                    | 23 octobre 1812   | 16 novembre 1812             | [ A 182 ] |
| 1812 Russie                 | 27     | Vereia                     | 27 octobre 1812   | 17 novembre 1812             | [ A 183 ] |
| 1812 Russie                 | 28     | Smolensk                   | 11 novembre 1812  | 29 novembre 1812             | [ A 184 ] |
| 1812 Russie                 | 29     | Molodetschno               | 3 décembre 1812   | 17 décembre 1812             | [ A 185 ] |

### Reproduction des bulletins
- Bulletins de la Grande armée, recueillis et publiés par Alexandre Goujon, ancien officier d'artillerie légère, membre de la Légion d'honneur, Paris, Baudouin :
  - t. 1 : Campagnes d'Austerlitz et d'Jena, 2 décembre 1820.
  - t. 2 : Campagnes de Prusse, de Pologne et d'Autriche, 25 mars 1821.
  - t. 3 : Campagnes de Russie et de Saxe, 15 avril 1821.
  - t. 4 : [//books.google.com/books?id=G9BBAAAAcAAJ&printsec=frontcover  Campagnes de Saxe, de France et des Pyrénées], 25 mai 1821.
- Adrien Pascal, Les bulletins de la Grande armée : Précédés des rapports sur l'armée française, depuis Toulon jusqu'à Waterloo, extraits textuellement du Moniteur et des Annales de l'empire : histoire militaire du général Bonaparte et de l'empereur Napoléon, avec des notes historiques et biographiques sur chaque officier, Paris, Lesage, puis E. Prieur et J. Dumaine, 1841–1844, 6 vol. (BNF 31062401) [t. 1] [t. 2] [t. 3] [t. 4] [t. 5] [t. 6].
- Jean Tulard, Proclamations, ordres du jour et bulletins de la Grande Armée, par Napoléon Bonaparte, Paris, Union générale d'éditions, coll. « Le Monde en 10/18 » (no 156), 1964, 185 p. (BNF 33112619).
- Aux éditions La Vouivre :
  - Stéphane Le Couëdic, Bulletins de la Grande-Armée : Campagne de Russie, 1812, Paris, La Vouivre, coll. « Du Directoire à l'Empire » (no 8), 1997, 158 p. (ISBN 2-912431-01-8).
  - Thierry Rouillard et Stéphane Le Couëdic, Bulletins de la Grande-Armée : Campagne d'Austerlitz, 1805, Paris, La Vouivre, coll. « Du Directoire à l'Empire : mémoires et documents » (no 17), 1999, 156 p. (ISBN 2-912431-10-7).
- (en) David Markham, Imperial Glory : The Bulletins of Napoleon's Grande Armée, 1805–1814, Londres/Mechanicsburg, Greenhill Books et Stackpole Books, 2003, 442 p. (ISBN 1-85367-542-3) qui présente la collection complète des Bulletins, ainsi que les Proclamations, décrets, lettres, etc., émanant du quartier-général de la Grande Armée, de 1805 à 1812.
- Jacques Garnier, Les Bulletins de la Grande Armée : Les campagnes de Napoléon au jour le jour, Saint-Cloud, Sotéca, 2013, 623 p. (ISBN 979-10-91561-52-5).